# Доходный дом Б. Н. Юсупова
Доходный дом Б. Н. Юсупова — памятник градостроительства и архитектуры в историческом центре Нижнего Новгорода. Построен в 1847—1848 годах по проекту нижегородского губернского архитектора Л. В. Фостикова.

## История
При генеральном межевании территории Нижнего Новгорода в 1784 году угловой участок на улице Большой Покровский при спуске к Лыкову мосту получили князья Юсуповы. В начале 1847 года тайный советник Б. Н. Юсупов принял решение построить на этой земле каменный двухэтажный дом со сводчатыми подвалами. Поручение о строительстве было передано его нижегородскому доверенному — крестьянину Тихону Павлову, который обратился к городовому архитектору Л. В. Фостикову с просьбой разработать проект здания.
План-фасады были разработаны на основе образцовых от 1840 года и утверждены 4 апреля 1847 года. Летом того же года был заложен фундамент, но в ходе строительства в проект внесли изменения: упростили декоративно-художественное оформление фасадов, вместо предполагавшихся изначально конюшен в первом этаже со стороны двора устроили склады.
К лету 1848 года дом был окончательно отделан. Первый этаж сдали в наём нижегородскому купцу Е. П. Кожелеву, который занимался меховой торговлей.
Также в первом этаже располагалась мастерская театрального парикмахера Антипа Григорьевича Стрепетова. Вечером 4 октября 1850 года его помастерье нашёл на ступенях дома грудного ребёнка. Девочку, которую крестил священник Никольской Верхнепосадской церкви Александр Добролюбов, отец поэта Н. А. Добролюбова А. Г. Стрепетов воспитывал как родную дочь. Полина Стрепетова стала выдающейся русской драматической актрисой.

## Архитектура
Планы и фасады дома были разработаны Л. В. Фостиковым на основе образцовых от 1840 года. Архитектурный стиль здания — эклектика с элементами классицизма. Отличительные черты: горизонтальные пояски, развитый карниз, арочное обрамление окон, цветовая гамма из сочетания охры и белых деталей.
Конструкция здания бескаркасная с продольными и поперечными несущими стенами. Перекрытия подвала сводчатые. Стены выложены из кирпича. Окна арочные с кирпичными перемычками. Конструкция крыши вальмовая скатная с деревянными стропилами.